# Ilulu
|  | No s'ha de confondre amb Elulu. |

Ilulu o Elulu va ser un dels pretendents al tron d'Accad a la mort de Xar-Kali-Xarri, cap a la meitat del segle xxiii aC.
La llista de reis sumeris menciona quatre reis que entre tots van governar tres anys però no se sap quant de temps va governar cadascun o si ho va fer sol o amb altres al mateix temps. Els altres reis van ser: Irgigi, Imi, i Nanum. Finalment Dudu, segurament un membre de la dinastia dels sargònides, va acabar imposant-se.
Aquest Ilulu (o Elulu) s'ha identificat, encara que les proves no són definitives, amb un rei dels gutis que en aquell període començaven a fer incursions al territori i uns anys després acabarien conquerint Accad.